# Гвинея на летних Олимпийских играх 2004
Гвинея принимала участие в Летних Олимпийских играх 2004 года в Афинах (Греция) в восьмой раз за свою историю, но не завоевала ни одной медали. Страну представляли два мужчины и одна женщина, принимавшие участие в соревнованиях по дзюдо, лёгкой атлетике и плаванию.

## Дзюдо
Спортсменов — 1
Женщины
| Спортсмен | Категория | 1/16                       | 1/8                   | 1/4                   | 1/2                   | 1-й доп. раунд        | Утешит. четвертьфинал | Утешит. полуфинал     | За 3 место            | Финал                 |
| Спортсмен | Категория | Соперник Результат         | Соперник Результат    | Соперник Результат    | Соперник Результат    | Соперник Результат    | Соперник Результат    | Соперник Результат    | Соперник Результат    | Соперник Результат    |
| --------- | --------- | -------------------------- | --------------------- | --------------------- | --------------------- | --------------------- | --------------------- | --------------------- | --------------------- | --------------------- |
| М'ма Сума | До 52 кг  | Тельма Монтейро пор. иппон | Закончила выступление | Закончила выступление | Закончила выступление | Закончила выступление | Закончила выступление | Закончила выступление | Закончила выступление | Закончила выступление |

## Лёгкая атлетика
Спортсменов — 1
Мужчины
| Спортсмен          | Вид   | Забег     | Забег | Четвертьфинал | Четвертьфинал | Полуфинал | Полуфинал | Финал     | Финал     |
| Спортсмен          | Вид   | Результат | Место | Результат     | Место         | Результат | Место     | Результат | Место     |
| ------------------ | ----- | --------- | ----- | ------------- | ------------- | --------- | --------- | --------- | --------- |
| Набье Фодей Фофана | 100 м | 10,62     | 7     | Не прошёл     | Не прошёл     | Не прошёл | Не прошёл | Не прошёл | Не прошёл |
| Набье Фодей Фофана | 200 м | 21,45     | 7     | Не прошёл     | Не прошёл     | Не прошёл | Не прошёл | Не прошёл | Не прошёл |

## Плавание
Спортсменов — 1
Мужчины
| Спортсмен           | Вид                | Заплыв    | Заплыв | Полуфинал | Полуфинал | Финал     | Финал     |
| Спортсмен           | Вид                | Результат | Место  | Результат | Место     | Результат | Место     |
| ------------------- | ------------------ | --------- | ------ | --------- | --------- | --------- | --------- |
| Абдурахаман Диавара | 50 м вольный стиль | 28,10     | 76     | Не прошёл | Не прошёл | Не прошёл | Не прошёл |